# Miroslav Polák
Miroslav Polák (ur. 1966) – czechosłowacki skoczek narciarski, brązowy medalista mistrzostw świata juniorów z Trondheim (1984).

## Mistrzostwa świata
- Indywidualnie
  - 1985 Seefeld (AUT) – 16. miejsce (duża skocznia), 17. miejsce (normalna skocznia)
- Drużynowo
  - 1985 Seefeld (AUT) – 4. miejsce

## Mistrzostwa świata w lotach
- Indywidualnie
  - 1985 Planica (YUG) – 35. miejsce

## Mistrzostwa świata juniorów
- Indywidualnie
  - 1983 Kuopio (FIN) – 9. miejsce
  - 1984 Trondheim (NOR) – brązowy medal

## Puchar Świata

### Miejsca w klasyfikacji generalnej
- sezon 1983/1984: -
- sezon 1984/1985: 26
- sezon 1985/1986: -
- sezon 1987/1988: -
- sezon 1988/1989: 61
- sezon 1989/1990: -